# Adivinha Que Dia É Hoje?
Adivinha Que Dia É Hoje? é o primeiro episódio da série de televisão brasileira, Um Menino muito Maluquinho. Foi exibido no dia 19 de março de 2006, pela TVE Brasil, e começara a ser produzido  por Cristina Maluhy em 2005, dirigido por César Rodrigues, e com roteiro de Anna Muylaert.
O episódio foi bem criticado pelo público em geral, recebendo um livro com o mesmo nome, de autoria de Anna Muylaert, criadora da série. O episódio seguinte: "O Menino que Tinha Panela na Cabeça", também recebeu um livro, ganhando o Prêmio Japão de 2006, da rede de televisão NHK Japan Prize,  e finalista no Prix Jeunesse Internacional em 2006.

## Enredo
O episódio começa com o Menino Maluquinho (Pedro Saback) acordando cedo e se preparando para sua festa de aniversário de 10 anos, depois de arranjar uma roupa adequada, o jovem garoto espera ansiosamente seus amigos para a festa. Anos passados, o Menino Maluquinho de 5 anos (Felipe Severo) comemora também seu aniversário, e, como tinha combinado com sua mãe (Maria Mariana), ele precisaria jogar fora a sua mamadeira naquele mesmo dia.
Portando, ambos os "maluquinhos" vivenciam dois momentos importantes da sua vida: quando ele faz cinco anos - e enche uma mão inteira de dedos - e quando completa dez anos - e pode usar as duas mãos completas para mostrar a sua idade. E, durante os aniversários, o Menino Maluquinho de 30 anos (Fernando Alves Pinto) explica sobre a importância do tempo, analisando as passagens e lembrando das suas sensações ao fazer aniversário na infância.
Por fim, no aniversário do Menino Maluquinho de 10 anos, todos acabam chegando a festa, principalmente Julieta (Sarah Maciel), que lhe dá uma ampulheta roxa de presente. E o de 5 anos, acaba por jogar sua mamadeira em cima do telhado.

## Elenco e personagens
A escolha do elenco para o primeiro episódio foi de Anna Muylaert e Cao Hamburger, ambos criadores da série. Uma das preocupações da equipe responsável pela série foi evitar as semelhanças com os dois filmes já produzidos sobre o personagem: Menino Maluquinho - O Filme (1995), e Menino Maluquinho 2 - A Aventura (1998). Por isso, inovaram a série incluindo três e não um Menino Maluquinho, sendo Felipe Severo o mais jovem (de 5 anos), Pedro Saback como o do meio (de 10 anos) e Fernando Alves Pinto como o mais velho (de 30 anos) que por intencionalmente, foi escolhido por que era o filho de Zélio Alves Pinto (sobrinho de Ziraldo, o criador original de o Menino Maluquinho).
Escolheram também Antônio Pedro Borges para interpretar o avô do Maluquinho, que também já havia participado do filme Menino Maluquinho 2 - A Aventura. A escolha do elenco também teve se por Maria Mariana e Eduardo Galvão como os pais do Menino Maluquinho (sendo Ana e Pedro respectivamente). O diretor, César Rodrigues, fala que escolheu eles para que mostrassem a simplicidade do roteiro e da obra original de Ziraldo.
O elenco também inclui Ilva Niño como Irene, Myla Christie Bonifácio como Julieta (de 5 anos) e Sarah Maciel como Julieta (de 10 anos), Rafael Ritto como "Bocão" (de 5 anos) e Cristian Zucolotto como "Bocão" (de 10 anos), Luiz Eduardo Dias como "Junim" (de 5 anos) e Gabriel Sequeira como "Junim" (de 10 anos), Eduardo Aiella como Herman (de 5 anos) e Vinícius Kubrusly como Herman (de 10 anos), e Júlia Mattos como Bianca.